# 棕細鋤蛇鰻
棕細鋤蛇鰻，為輻鰭魚綱鰻鱺目糯鰻亞目蛇鰻科的其中一種，於1793年由Vasily Zuyev描述，棲息在底層水域，屬肉食性，地理分布及生活習性不明。

## 擴展閱讀
維基物種上的相關：棕細鋤蛇鰻